# Cephalota litorea
Cephalota litorea (Forskal, 1775) è un coleottero carabide della sottofamiglia Cicindelinae.

## Descrizione
È una cicindela di medie dimensioni, lunga 12–15 mm, con una grossa testa dotata di occhi grandi e prominenti e antenne lunghe e filiformi, di colore verde-bronzeo.

Il torace è squadrato e stretto, con rade setole biancastre.

Le elitre hanno un disegno di colore bruno-violaceo, con margine esterno bianco-giallastro.

Le zampe sono lunghe e sottili, di colore metallico, rossicce alla base.

## Biologia

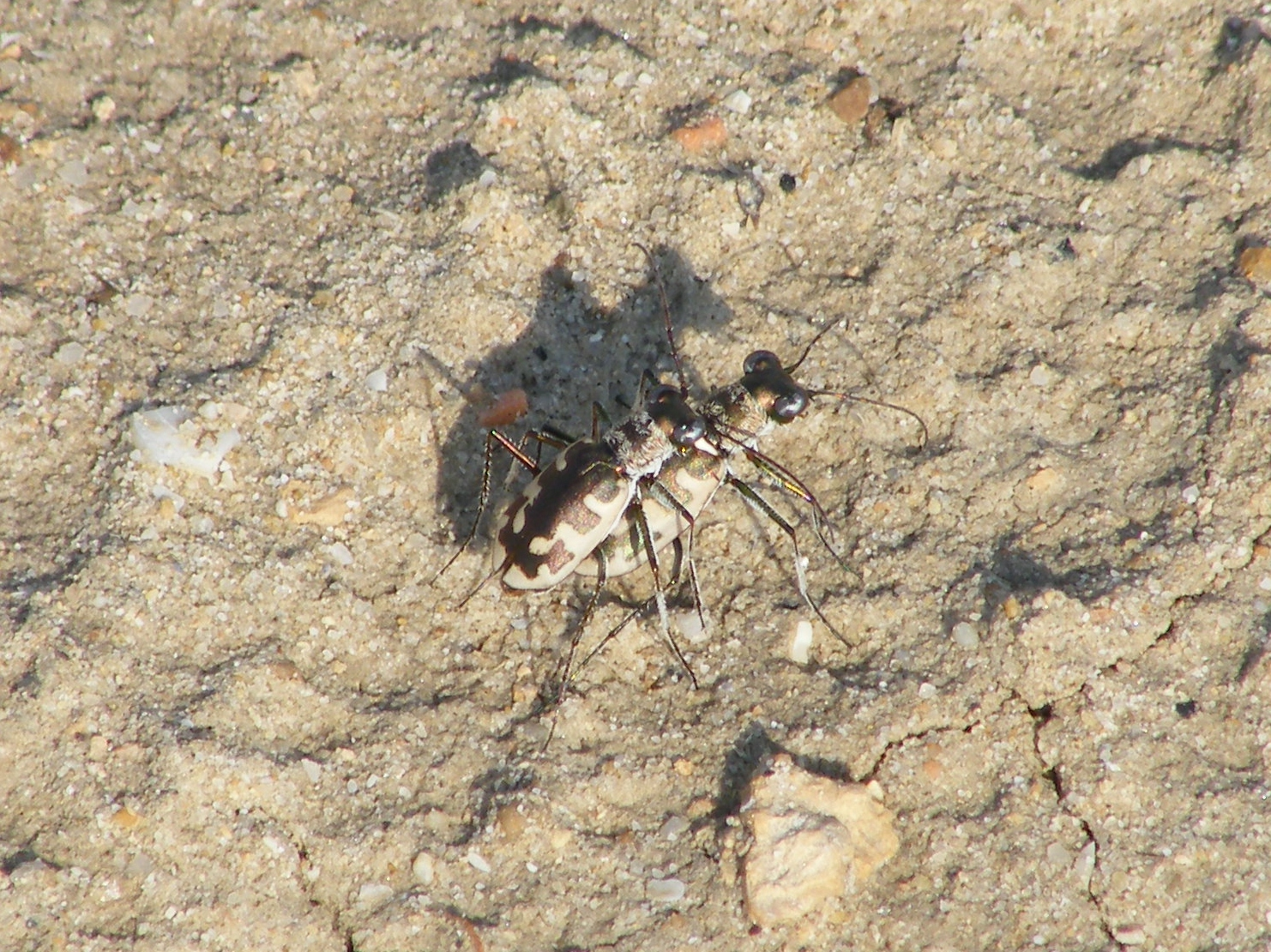
Maschio e femmina in accoppiamento

Sono insetti attivi durante le ore più calde del giorno, che si muovono sul terreno con grande velocità, con la tipica andatura a scatti delle cicindele.
Sono abili predatori, che si nutrono principalmente di insetti e altri piccoli invertebrati.
Durante l'accoppiamento, i maschi afferrano le femmine saldamente con le mandibole tra pronoto ed elitre. Durante questi momenti sono particolarmente vulnerabili e possono essere preda di piccoli mammiferi, uccelli o ditteri asilidi.
Le femmine depongono le uova nel terreno, dove rimangono fino alla schiusa. Le larve albergano in un piccolo cunicolo verticale, all'interno del quale si muovono rapidamente su e giù, con l'aiuto di un uncino presente sul quinto tergite; afferrata la preda con le loro mandibole taglienti, si ritraggono velocemente nella profondità del cunicolo.

## Distribuzione e habitat
La specie ha un areale molto frammentato che comprende l'Europa meridionale (Portogallo, Spagna e Italia), il Nordafrica (Marocco, Algeria, Tunisia, Libia, Egitto), l'Eritrea, il Sudan e la penisola arabica.
In Italia è presente la sottospecie Cephalota litorea goudoti con areale limitato alla Sardegna e alla Sicilia.
Il suo habitat tipico sono gli ambienti di salina e gli stagni costieri con alta concentrazione di sale; in Sicilia la sottospecie è spesso simpatrica con Cephalota circumdata imperialis, anche se le due specie occupano nicchie leggermente differenti: C. circumdata occupa la fascia di territorio a diretto contatto con l'acqua, mentre C. litorea resta relegata alla fascia più interna.

## Tassonomia
Sono note le seguenti sottospecie:
- Cephalota litorea litorea  (Forskal, 1775)
- Cephalota litorea alboreducta (W.Horn, 1934)
- Cephalota litorea goudotii (Dejean, 1829)